# Брюс, Стэнли
Стэ́нли Ме́лбурн Брюс (англ. Stanley Melbourne Bruce; 15 апреля 1883[…], Мельбурн, Виктория — 25 августа 1967[…], Лондон) — премьер-министр Австралии с 1923 по 1929 год.
Член Лондонского королевского общества (1944). 

## Ранние годы жизни

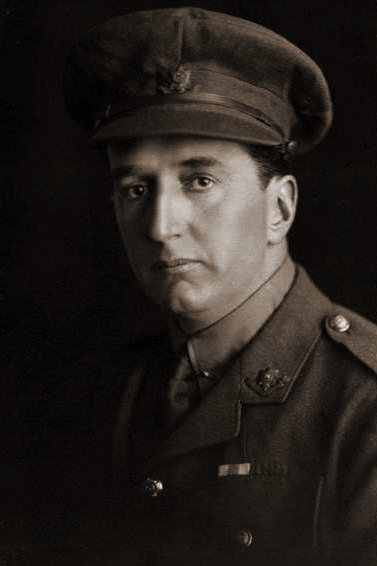
Фотография Стэнли Брюса в годы Первой мировой войны.

Родился в городе Мельбурн, столице австралийского штата Виктория, 15 апреля 1883 года. Отец — Джон Монро Брюс, видный коммерсант шотландского происхождения, мать — Мэри Энн. В 1891 году поступил в частную школу в Тураке (сейчас пригород Мельбурна), а в 1896 году перевёлся в среднюю классическую школу Англиканской церкви в Мельбурне (англ. Melbourne Church of England Grammar School). После того, как фирма отца столкнулась с проблемой ликвидности средств из-за финансового кризиса 1890-х годов, семья решила переехать в Британию. Там Стэнли в течение некоторого времени подрабатывал на складе своего отца, а в 1902 году поступил в колледж Тринити-Холл Кембриджского университета. После его окончания изучал право в Лондоне, а в 1907 году поступил на работу в коллегию адвокатов, одновременно помогая в отцовском бизнесе.
12 июля 1913 году женился на Этел Данлоп (англ. Ethel Dunlop). После начала Первой мировой войны Стэнли поступил на службу в британскую армию, где был приписан к Вустерширскому полку. Принимал участие в Дарданелльской операции, в которой получил ранение. За участие в боях был награждён британским Военным крестом. Вскоре вернувшись в строй, Стэнли вновь был ранен, но уже во Франции. После этого он был освобождён от военной службы и отправлен в Британию. Впоследствии был награждён французским Военным крестом.

## Политическая карьера
Демобилизовавшись, Брюс вернулся в Мельбурн, где стал интересоваться политикой. Его публичные выступления привлекли внимание Националистической партии. Став вскоре её членом, он в 1918 году был избран в Палату представителей в качестве депутата от избирательного округа Флиндерс. В 1921 году Брюс был назначен казначеем (министром финансов). На выборах 1922 года Националистическая партия потеряла большинство в парламенте, поэтому действовавший премьер-министр Уильям Хьюз мог остаться на посту только в случае создания коалиции его партии с Аграрной партией Австралии. Однако последняя дала понять, что не поддержит его кандидатуру. В результате Хьюз был вынужден уйти в отставку, порекомендовав на своё место Брюса.

### Годы премьерства
Брюс вступил в переговоры с лидером аграриев, Эрлом Пейджом, о создании коалиционного правительства, и 9 февраля 1923 года он был избран премьер-министром Австралии в возрасте всего 39 лет. Создав коалицию с Аграрной партией, Стэнли Брюс был вынужден передать 5 из 11 мест в Кабинете представителям аграриев. Назначение Брюса в качестве премьер-министра стало поворотным событием в политической истории Австралии. Он стал первым премьером, который не участвовал в движении за создание федерации, не был ранее членом колониального парламента, а также первого федерального парламента 1901 года. Кроме того, в период премьерства Стэнли Брюс исполнял в течение некоторого времени обязанности министра иностранных дел (февраль 1923 — октябрь 1929), министра здравоохранения (апрель 1927 —февраль 1928), а также министра торговли и таможни (мая—ноябрь 1928).

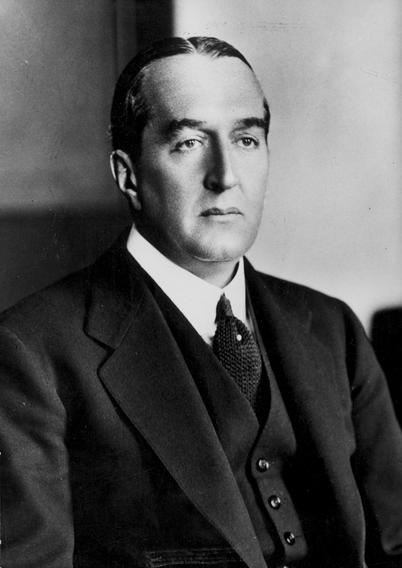
Фотография Стэнли Брюса в годы премьерства.

Вступив в партнёрские отношения с лидером Аграрной партии, а также используя антикоммунистические настроения в обществе, Брюс добился доминирования в австралийской политике на протяжении всех 20-х годов. В своём первом выступлении перед парламентом в марте 1923 года им были изложены основные принципы, положенные в основу политики Австралии 1920-х годов:
- Экономическое развитие через «людей, рынки и деньги» в рамках Британской империи. Эта стратегия предполагала использование в австралийской индустрии рабочей силы и капитала из Британии для увеличения производства австралийской продукции, которая затем реализовалась бы в Британской империи с сохранением преференциальных таможенных тарифов[8].
- Участие Австралии в формировании внешней политики Британской империи.
- Создание более эффективных финансовых расчётов между федеральной властью и штатами.
- Строительство национальной столицы. Брюс уделял большое внимание развитию Канберры, в том числе, в годы его премьерства начался процесс переноса в новую столицу федеральных правительственных учреждений, расположенных в Мельбурне, а 9 мая 1927 года в федеральном парламенте в Канберре было проведено первое рабочее заседание[8].
- Увеличение полномочий федеральной власти в производственных отношениях.

На выборах 1925 года ему удалось одержать убедительную победу над Лейбористской партией.
Последние годы премьерства были ознаменованы многочисленными забастовками рабочих, которые закончились восстанием 1929 года в Новом Южном Уэльсе. В качестве ответа Брюс выступил с идеей принятия закона «О морском судоходстве» (англ. Maritime Industries Bill), который предполагал роспуск Федерального суда примирения и арбитража (англ. Commonwealth Court of Conciliation and Arbitration) и передачу его арбитражных полномочий штатам. 10 сентября 1929 года закон был отклонён 34 из 35 голосов, после чего спикер парламента принял решение распустить правительство Брюса и назначить новые парламентские выборы. На них Брюс потерпел поражение в своём избирательном округе от лейбориста Теда Холлоуэя (англ. Ted Holloway), став первым в истории Австралии премьер-министром, который потерял своё место в парламенте.

## Поздние годы жизни
После поражения на выборах 1929 года Брюс вернулся в Британию, где стал заниматься бизнесом, однако в 1931 году вновь принял участие в австралийских выборах от Объединённой австралийской партии. Ему удалось вернуть себе место в парламенте, став, таким образом, единственным австралийцем, которому удалось переизбраться в парламенте после ухода с поста премьер-министра. В правительстве Джозефа Лайонса он стал министром без портфеля. Однако уже в 1933 году он ушёл в отставку, чтобы занять место высокого комиссара Австралии в Соединённом Королевстве (Брюс находился на этом посту в течение 12 лет).
В 1947 году Стэнли Брюс стал единственным в истории австралийским премьер-министром, которому был дарован титул наследственного пэра, а также первым выходцем из Австралии, представленным в Палате лордов Великобритании.
Умер бездетным 25 августа 1967 года в Лондоне.

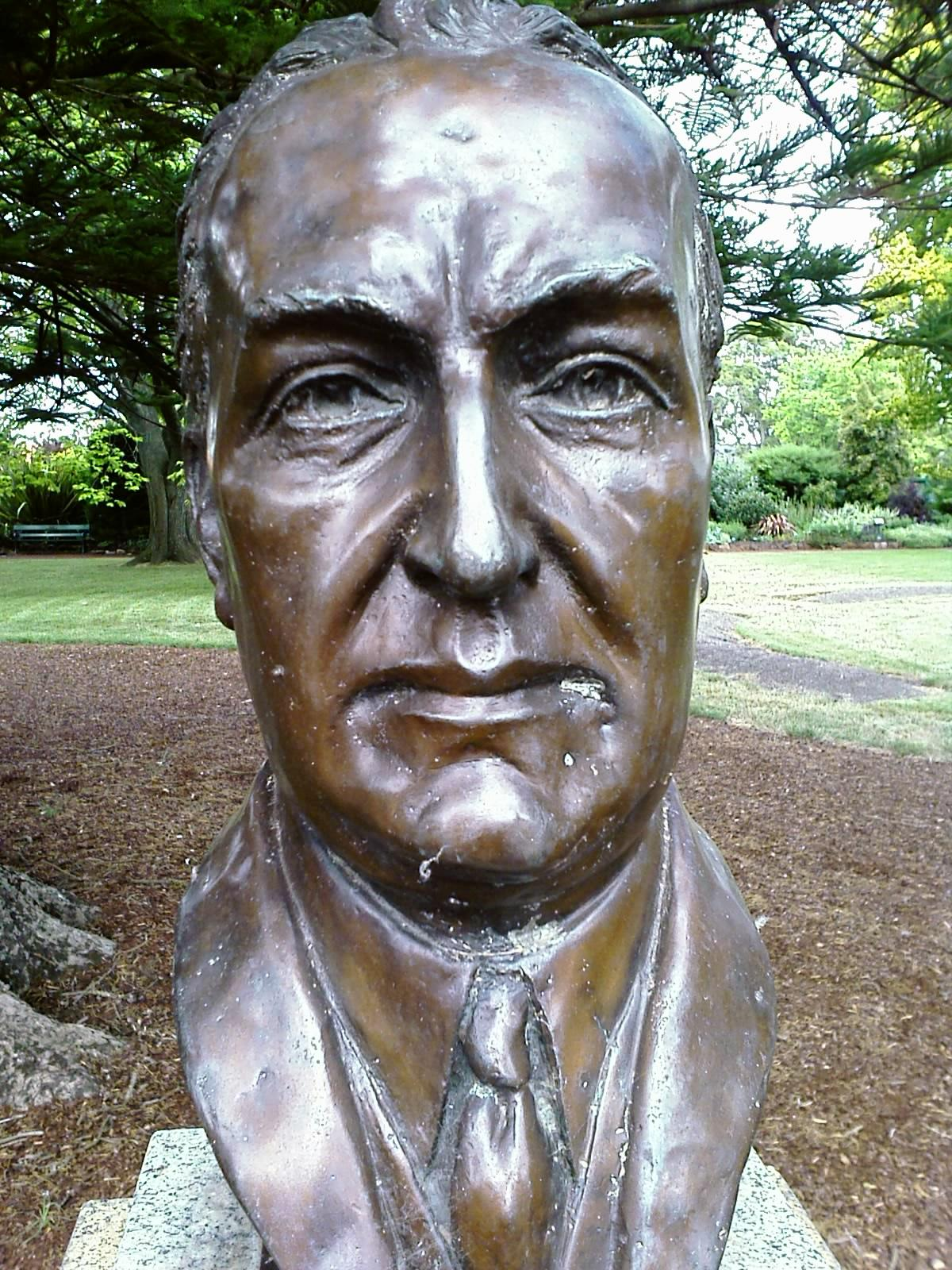
Бюст премьер-министра в Ботаническом саде Балларата.